# Аугусто Гонсалвес, Тьяго
Тьяго Аугусто Гонсалвес (порт.-браз. Tiago Augusto Gonçalves; родился 2 февраля 2008), или же просто Тьяго (порт.-браз. Tiago) — бразильский футболист, полузащитник клуба «Гремио».

## Клубная карьера
Воспитанник академии «Гремио». 4 декабря 2024 года впервые попал в заявку основной команды клуба на матч чемпионата Бразилии против «Витории», однако на поле не появился.

## Карьера в сборной
Весной 2025 года вместе со сборной Бразилии до 17 лет одержал победу в чемпионате Южной Америки.

## Достижения
Сборная Бразилии (до 17 лет)
- Чемпион Южной Америки (до 17 лет): 2025